# Landovica
Landovica (albanisch auch Landovicë; serbisch-kyrillisch Ландовица) ist eine Ortschaft in der kosovarischen Gemeinde Prizren.

## Name
Der Ortsname geht zurück auf ein altslawisches Lǫtovica, abgeleitet aus Lǫtьje („Lindenhain“; von Urslawisch Lǫt „Linde“) und wurde noch vor dem 12. Jahrhundert sowohl vom Albanischen als auch Serbischen separat übernommen und adaptiert. Im Albanischen hat sich Landovica (über einen Lautwandel lǫt- → land-) entwickelt; im Serbischen die altserbische Form Lutovica welche noch im 14. Jahrhundert in Gebrauch war. Später wurde Landovica ins Serbische rückentlehnt und hat die archaische mittelalterliche serbische Form ersetzt.

## Geographie
Landovica liegt nördlich von Prizren, rund drei Kilometer von der Stadt entfernt. Benachbarte Ortschaften sind im Süden Atmaxha, im Westen Tupec, im Norden Pirana, im Nordosten Sërbica e Poshtme und Sërbica e Epërme und im Südosten Prizren. Nordwestlich von Landovica verläuft der Weiße Drin.

## Geschichte
1844 erwähnte Joseph Müller in seinem Buch Albanien, Rumelien und die österreichisch-montenegrinische Gränze das Dorf Lanawice bei Prizren mit 24 Einwohnern, die Bienenzucht betrieben.
Während des Kosovokrieges wurde Landovica am 26. März 1999 von serbischen bzw. jugoslawischen Streitkräften angegriffen, welche die Ortschaft mit Panzern und mit Artillerie unter Beschuss nahmen. Das Haus von Ismet Gashi, in welchem sich 45 Zivilisten versammelten, größtenteils Frauen, Kinder und Ältere, wurde mit Granaten beschossen. Eine Granate schlug ins Innere des Hauses ein und tötete eine 16-Jährige. Daraufhin verließen die Zivilisten das Haus panisch auf eine Wiese, um in die angrenzenden Wälder zu flüchten. Serbische Soldaten schossen auf die Menschenmenge und töteten dabei zwölf Zivilisten, hierunter sechs Kinder und eine Schwangere; viele weitere Personen wurden verwundet. Der Granatenbeschuss hielt bis zum Nachmittag an, danach drangen die Soldaten in verschiedene Häuser ein und richteten fünf weitere Zivilisten hin.
Am darauffolgenden Tag wurde das Minarett der örtlichen Moschee gesprengt und die Leichen, die sich unweit des Hauses von Ismet Gashi befanden, wurden weggeschafft. Von den 18 hingerichteten Dorfbewohnern wurden 14 später in Massengräbern wiederentdeckt, von den anderen vier fehlt bis heute jede Spur.

## Bevölkerung
Gemäß 2011 durchgeführter Volkszählung hat Landovica 1149 Einwohner, davon 1027 (89,38 %) Albaner, 110 (9,57 %) Ashkali und ein Bosniake. Sieben Personen gaben keine Antwort bezüglich der Ethnie und von vier Personen sind keine Daten diesbezüglich vorhanden.
| Jahr      | 1948 | 1953 | 1961 | 1971 | 1981 | 1991 | 2011 |
| --------- | ---- | ---- | ---- | ---- | ---- | ---- | ---- |
| Einwohner | 312  | 383  | 462  | 691  | 1054 | 1327 | 1149 |